# Państwowe Liceum i Gimnazjum im. Antoniego Malczewskiego w Sokalu
Państwowe Liceum i Gimnazjum im. Antoniego Malczewskiego w Sokalu – polska szkoła z siedzibą w Sokalu w okresie II Rzeczypospolitej, od 1938 o statusie gimnazjum i liceum ogólnokształcącego.

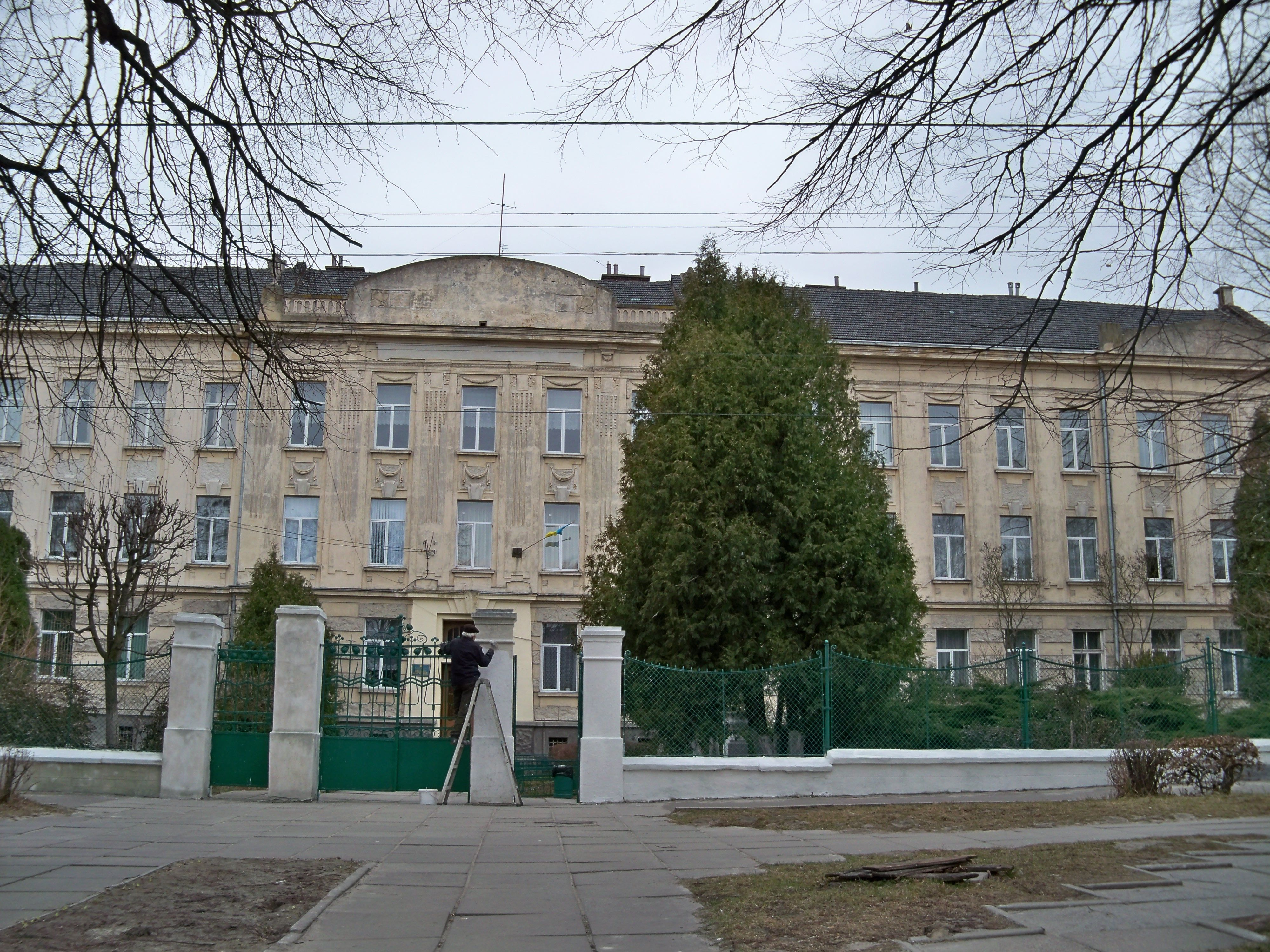
Gmach gimnazjum w 2012

## Historia
W okresie zaboru austriackiego rozporządzeniem z 21 sierpnia 1906 cesarz Franciszek Józef I zezwolił na utworzenie C. K. Gimnazjum z polskim językiem wykładowym w Sokalu, a reskryptem z 23 sierpnia 1906 minister wyznań i oświecenie polecił otworzyć I klasę w 1906. Do powstania szkoły przyczynili się ówczesny burmistrz miasta, Eugeniusz Wysoczański oraz tamtejszy poseł Wincenty Kraiński. Docelowo planowano otworzyć kolejno wszystkie klasy gimnazjalne do 1913. Od początku istnienia gimnazjum dyrektorem był przez wiele lat Henryk Kopia.
Do grudnia 1906 gimnazjum było ulokowane w siedzibie szkoły ludowej, następnie przeprowadzany był do własnego budynku. Później mieściło się w budynku głównym oraz w domu Łukaszczuka naprzeciw, następnie także w domu Glińskiego, następnie również w domu Prusa. Z wykorzystywanych dotąd czterech lokalizacji gimnazjum położonych w przedmieściu Zabuże, na początku roku szkolnego 1910/1911 przeniesiono zakład do centrum miasta i ulokowano w nowym oraz w starym gmachu C. K. Seminarium sokalskiego, zaś w lipcu 1910 rozpoczęto budowę własnego gmachu. Budowę ukończono w grudniu 1911, a boisko w maju 1912. Front gmachu miał 70 metrów szerokości i był dwupiętrowy. Gimnazjum funkcjonowało w nowej siedzibie przy ul. Tadeusza Kościuszki od roku szkolnego 1911/1912.
Z powodu I wojny światowej gimnazjum było nieczynne w roku szkolnym 1914/1915 (od 1 sierpnia 1914 w gmachu szkoły stacjonował batalionu austriackiego 55 pułku piechoty, od 25 sierpnia trwała okupacja rosyjska, a później trwały walki o miasto) i 1915/1916 (od 7 września 1915 działał szpital). W roku szkolnym 1916/1917 podjęto naukę. Kolejny rok szkolny rozpoczęto 1 października 1917 w budynku C. K. Seminarium Nauczycielskiego Męskiego. Od 7 września 1915 do 10 czerwca 1918 gmach gimnazjalny był zajmowany przez szpital zakonu niemieckiego. 10 września 1918 rozpoczęto nowy rok szkolny. Po wybuchu wojny polsko-ukraińskiej i objęciu rządów w powiecie przez Ukraińców od 1 listopada 1918 zostało otwarte gimnazjum ukraińskie, a nowym kierownikiem 19 listopada został Jarosław Biłeńki, a na początku 1919 ks. Zachariasz Lewicki. Dotychczasowy dyrektor Kopia był objęty aresztem domowym od 23 listopada d 6 grudnia 1918, zaś jego mieszkanie częściowo zajęto na kwaterę wojskową. W styczniu 1919 został aresztowany i grożono mu wywiezieniem do obozu internowanych, po czym został zwolniony. 15 stycznia 1919 został usunięty ze swojego mieszkania, zajętego przez komendę armii. W lutym i w kwietniu 1919 dyrektor Kopia był ponownie aresztowany. Poza nim i prof. Władysławem Żurawskim pozostali polscy nauczyciele uczyli wówczas w ojczystym języku, lecz żądano by docelowo nauczali w języku ruskim. Aresztowani byli również miejscowi księża Boryszko i Ornatowski. 17 maja 1918 wojska polskie gen. Józefa Hallera wyzwoliły Sokal. Wobec tego nieczynny w roku szkolnym 1918/1919 zakład we wcześniejszym charakterze, podjął ponownie pracę i prowadzono egzaminy do lipca 1919.
Po odzyskaniu przez Polskę niepodległości władze II Rzeczypospolitej utworzyły Państwowe Gimnazjum męskie w Sokalu. Budynek gmachu szkoły przeszedł na własność Skarbu Państwa. Przy nim istniała sala gimnastyczna i boisko, a także ogród kwiatowy. W roku szkolnym 1925/1926 gimnazjum miało charakter biurkacyjny z rozgałęzieniem na oddziały neoklasyczne i matematyczno-przyrodnicze w klasach VII i VIII. W 1926 prowadzono osiem klas w 13 oddziałach, w których uczyło się 476 uczniów płci męskiej oraz 24 płci żeńskiej. 
W latach 20. gimnazjum funkcjonowało przy ulicy Tadeusza Kościuszki 26, w latach 30. pod numerem 80. Dla potrzeb uczniów gimnazjum działały bursy: polska Bursa im. Adama Mickiewicza przy ulicy Szlacheckiej 46 (od 1936/1937 przy ulicy Jana III Sobieskiego 4, w 1938/1939 pod numerem 14 tejże) oraz ruskie: bursa filii Ruskiego Towarzystwa Pedagogicznego, później Bursa im. św. Mikołaja przy ulicy Szlacheckiej 45, a początkowo tymczasowo także bursa/stancja uhrynowska przy ul. Szaszkiewicza.
Od roku szkolnego 1936/1937 zakład był określany jako „Państwowe Gimnazjum Koedukacyjne Nr. 587 im. Antoniego Malczewskiego w Sokalu”. Zarządzeniem Ministra Wyznań Religijnych i Oświecenia Publicznego Wojciecha Świętosławskiego z 23 lutego 1937 „Państwowe Gimnazjum im. Antoniego Malczewskiego w Sokalu” zostało przekształcone w „Państwowe Liceum i Gimnazjum im. Antoniego Malczewskiego w Sokalu” (państwową szkołę średnią ogólnokształcącą, złożoną z czteroletniego gimnazjum i dwuletniego liceum), a po wejściu w życie tzw. reformy jędrzejewiczowskiej szkoła miała charakter koedukacyjny, a wydział liceum ogólnokształcącego był prowadzony w typie humanistycznym.

## Dyrektorzy
- Henryk Kopia (kier. od 01.IV.1906[1], dyr. od 22.IX.1906[1], urlopowany 1925/1926[37][3], 1926/1927[38]; celem zorganizowania i kierowania Państwowej Biblioteki Pedagogicznej Okręgu Szkolnego Lwowskiego we Lwowie[39])
  - Jarosław Biłeńki – okupacja ukraińska (kier. od 19.XI.1918)[14]
  - ks. Zachariasz Lewicki – okupacja ukraińska (kier. 30.I.-20.II.1919)[14]
- Urban Przyprawa (kier. 1925/1926[37][40][41][3], 1926/1927[42]; dyr. od 01.XII.1927[43][44]. do poł. 1934[45])
- Władysław Vitek (p.o. od 13.X.1934[46][20], dyr. od 1936/1937 do 1939[47][48][49]

## Nauczyciele
- Julian Przyboś – polski nauczyciel (-1925)
- Józef Rec – polski nauczyciel (1928-1932)
- ks. Mirosław Ripecki – katecheta greckokatolicki (1921)
- Jakub Sandel
- Władysław Żurawski – nauczyciel rysunku i in. (1913-1939)

## Uczniowie i absolwenci
Absolwenci
- Bazyli Roman Czernecki – polski nauczyciel (1923)
- Iwan Kłymów – ukraiński działacz nacjonalistyczny (1929)
- Teofil Szurkowski – polski oficer (1917)
- Eustachy Talarski – polski oficer (1914)
- Hieronim Eugeniusz Wyczawski – polski duchowny (1937)

Uczniowie
- Stanisław Malec – polski fizyk
- Bazyli Sydor – ukraiński wojskowy
- Konstanty Zbijewski – polski oficer